# Мортен Ренстрем
Мортен Ренстрем (швед. Mårten Renström; нар. 3 лютого 1972) — колишній шведський тенісист.
Найвищу одиночну позицію світового рейтингу — 302 місце досяг 4 жовтня 1993, парну — 105 місце — 24 червня 1996 року.
Найвищим досягненням на турнірах Великого шолома було 3 коло в парному розряді.

## Фінали Туру ATP за кар'єру

### Парний розряд: 1 (0–1)
| Результат | Ранг | Рік  | Турнір                | Покриття | Партнер           | Суперники                   | Рахунок       |
| --------- | ---- | ---- | --------------------- | -------- | ----------------- | --------------------------- | ------------- |
| Поразка   | 1.   | 1992 | Гілверсум, Нідерланди | Ґрунт    | Мікаель Тільстрем | Паул Гаргейс Марк Куверманс | 7–6, 1–6, 4–6 |

## Титули на челленджерах

### Парний розряд: (7)
| Ранг | Рік  | Турнір                  | Покриття | Партнер           | Суперники                               | Рахунок       |
| ---- | ---- | ----------------------- | -------- | ----------------- | --------------------------------------- | ------------- |
| 1.   | 1992 | Івето, Франція          | Ґрунт    | Мікаель Тільстрем | Жайме Онсінс Томаш Анзарі               | 7–6, 5–7, 6–2 |
| 2.   | 1993 | Бохум, Німеччина        | Ґрунт    | Йост Віннінк      | Джон Айрленд (тенісист) Ендрю Кратцманн | 6–3, 2–6, 7–5 |
| 3.   | 1993 | Турин, Італія           | Ґрунт    | Ендрю Кратцманн   | Браян Джолсон Джон Салліван             | 6–4, 6–0      |
| 4.   | 1993 | Дублін, Ірландія        | Тверде   | Мікаель Тільстрем | Тодд Нелсон Бент-Уве Педерсен           | 6–2, 3–6, 6–3 |
| 5.   | 1994 | Схевенінген, Нідерланди | Ґрунт    | Мікаель Тільстрем | Стефен Нотебом Том Ванхудт              | 3–6, 7–5, 6–3 |
| 6.   | 1995 | Тампере, Фінляндія      | Ґрунт    | Томас Юганссон    | Емануел Коуту Бернардо Мота             | 6–3, 6–3      |
| 7.   | 1996 | Дрезден, Німеччина      | Ґрунт    | Ула Крістіанссон  | Гірт Дзелде Томас Нюдаль                | 3–6, 6–2, 7–5 |